# Championnat de France de rugby à XIII 1994-1995
Navigation
Édition précédente Édition suivante
Le Championnat de France de rugby à XIII 1994-1995 oppose pour la saison 1994-1995 les meilleures équipes françaises de rugby à XIII. Huit équipes prennent part à cette édition.

## Liste des équipes en compétition
Le Championnat compte huit clubs, à savoir Carcassonne, Carpentras, Lézignan, XIII Catalan, Pia, Saint-Estève, Saint-Gaudens et Villeneuve-sur-Lot. Albi, Avignon, Limoux et Toulouse ne sont pas présents.

### Classement général
- Poule A

| Rang | Club               | Pts | J | V | N | D |
| ---- | ------------------ | --- | - | - | - | - |
| 1    | Saint-Estève       | ?   | ? | ? | ? | ? |
| 2    | Limoux             | ?   | ? | ? | ? | ? |
| 3    | Saint-Gaudens      | ?   | ? | ? | ? | ? |
| 4    | Carcassonne        | ?   | ? | ? | ? | ? |
| 5    | Avignon            | ?   | ? | ? | ? | ? |
| 6    | Villeneuve-sur-Lot | ?   | ? | ? | ? | ? |
| 7    | Lyon-Villeurbanne  | ?   | ? | ? | ? | ? |
| 8    | Pamiers            | ?   | ? | ? | ? | ? |

- Poule B

| Rang | Club         | Pts | J | V | N | D |
| ---- | ------------ | --- | - | - | - | - |
| 1    | Pia          | ?   | ? | ? | ? | ? |
| 2    | Carpentras   | ?   | ? | ? | ? | ? |
| 3    | XIII Catalan | ?   | ? | ? | ? | ? |
| 4    | Albi         | ?   | ? | ? | ? | ? |
| 5    | Lézignan     | ?   | ? | ? | ? | ? |
| 6    | Toulouse     | ?   | ? | ? | ? | ? |
| 7    | Villefranche | ?   | ? | ? | ? | ? |
| 8    | Cabestany    | ?   | ? | ? | ? | ? |

## Phase finale

### 1er tour
|  | Saint-Estève | 41 - 10 | Pia |  |
|  |              |         |     |  |
|  |              |         |     |  |

|  | Limoux | 13 - 4 | Carpentras |  |
|  |        |        |            |  |
|  |        |        |            |  |

|  | XIII Catalan | 36 - 28 | Saint-Gaudens |  |
|  |              |         |               |  |
|  |              |         |               |  |

### 2e tour
|  | Limoux | 21 - 11 | Pia |  |
|  |        |         |     |  |
|  |        |         |     |  |

|  | XIII Catalan | 22 - 17 | Carpentras |  |
|  |              |         |            |  |
|  |              |         |            |  |

### Demi-finales
|  | Saint-Estève | 66 - 7 | Limoux |  |
|  |              |        |        |  |
|  |              |        |        |  |

|  | Pia | 35 - 27 | XIII Catalan |  |
|  |     |         |              |  |
|  |     |         |              |  |

### Petite finale
|  | Pia | 34 - 26 | Limoux |  |
|  |     |         |        |  |
|  |     |         |        |  |

## Finale (20 mai 1995)
(mt : 6 - 4)
Points marqués :
- Pia : 2 essais de Marc (14e) et Briol (72e) ; 1 pénalité de Torreilles (16e) ; 2 drops de Torreilles (70e) et Serret (75e).
- Saint-Estève :  2 essais de Berdu (2e) et Cervello (78e) ; 1 pénalité de Chamorin (63e).

Homme du match : 
Évolution du score : 0-4, 4-4, 6-4 (mi-temps), 6-6, 7-6, 11-6, 12-6, 12-10. 
Arbitre : M. Guy Vigouroux
Spectateurs : 13 200
Composition des équipes :
- Pia : Christophe Rossel - Laurent Briol, Paul Okesene, Frédéric Serret, Stéphane Marc - Pascal Fagès (c, o), Gilles Marquès (m) - Karl Jaavuo, Patrick Torreilles, Karl Findlay, Jean-Luc Combette, Lilian Hébert, Jacques Pech - Pascal Soula, Fabrice Turc - Entraîneur : Luc Mendez
- Saint-Estève : Frantz Martial - Éric van Brussel, Jean-Marc Garcia, Bruno Verges, Sébastien Berdu - Pierre Chamorin (o), Ronel Zenon (m) - Hadj Boudebza, Mathieu Khedimi, Frédéric Sana, Ryan Hampton, Franck Esponda, Stéphane Chamorin - Pascal Jampy, Bernard Cartier, Rechal Zenon, Arnaud Cervello - Entraîneur : Roger Palisses et Abet Baklouch

## Effectifs des équipes présentes
| Pia                | Jérôme Alonso François Blériot Laurent Briol Guy Combette Jean-Luc Combette Pascal Fages (o) Karl Findlay Lilian Hébert S. Hébert Karl Jaavuo Stéphane Marc Gilles Marquès (m) Christian Masse Paul Okesene Jacques Pech Christophe Rossel Yannick Sautrice Frédéric Serret Pascal Soula Patrick Torreilles Fabrice Turc Entraîneur : Luc Mendez & Patrick Torreilles | Saint-Estève      | Sébastien Berdu Hadj Boudebza Bernard Cartier Arnaud Cervello Pierre Chamorin (o) Stéphane Chamorin Franck Esponda Jean-Marc Garcia Ryan Hampton Pascal Jampy Mathieu Khedimi Moussa Loukili Frantz Martial Philippe Pujol Frédéric Sana Christophe Tène Éric van Brussel Bruno Vergès Rechal Zenon Ronel Zenon (m) Entraîneur : Roger Palisses & Abet Baklouch |
| Limoux             | Patrick Albérola Adolphe Alésina Philippe Barral Frédéric Bianchi Dorian Bittoto Benoît Bourrel Jean-Luc Delarose José Delgado David Despin Patrice Gonzalez Pierre Gonzalez Jean-Yves Griotto Pierre Jammes David Kasianov Henri Mauriès Christophe Pujo Olivier Rougé Philippe Sokolow Frédéric Teixido Yves Villoni Entraîneur : Daniel Sokolow                    | Lyon-Villeurbanne | Baghdad Amar Mohamed Amar Bensala Fabien Béranger W. Béranger Bouarbia Bruat Patrick Carcy Luc Durand Ryan Eldridge Xavier Fabre Feuillade Christophe Fontaine (c) Ludovic Guerrieri Pascal Lacroix Rachid Hechiche Pardon Stéphane Richard Roger Souinia Valverde Alain Vernay Noël Vernay Entraîneur : Jacques Lopez                                          |
| Albi               | Michel Alibert Bourgeteau Thierry Buttignol Cassé Éric Castel David Collado Patrick Costes F. Denis Dias Fabru Éric Frayssinet Gachon Gauci Lacour Lacroux Lanet Mane Yannick Mantese Sean Mullins Ch. Nadalin J-J. Nadalin Farid Ouramdane Pangelli Edward Perelini Fabien Raynal Philippe Ricard Scieszka Tuvignon                                                  | Avignon           | Patrick Accroué Blacmere Chayeb Chouchane Nicolas Couttet Eldridge Farnoux Christophe Jouffret Jean-François Jouffret Ghanem Ouragh Pilate Rochier Olivier Rostang Richard Rouqueirol Patrice Rouquier Saib Vignassoule |
| Toulouse           | Gilbert Aillères Pierre Aillères Laurent Alcaraz Gérard Carol Dassié Abderazak El-Khalouki Delors David Ellis El Mansouri Hervé Escourrou Jean-Marc Escourrou Laurent Fallick Fragne Ahmed Harrat Marc Montal Djamel Ouertani André Pérez Patrice Pérez Thierry Schallebaum Frédéric Soulan Alan Vallée Entraîneur : Michel Meneghin                                  | Villefranche      | Georges Alquier Jean-Jacques Bedué Jeff Blinkhorn J-P. Boulagnon Jacques Bouscayrol Charles Frison Jean Frison Fualdès J-C. Gayral Loupias René Marty Sébastien Marty Andrei Olari Mihaïl Piskunov A. Reygasse Vandame |
| XIII Catalan       | Vincent Banet Olivier Bise Pascal Bomati Stéphane Bonnet Didier Cabestany Laurent Cambres Bruno Castany Xavier Clara Brian Coles Paquito Cordoba Daure Debue Didier Foulquier Gomez Bruno Guasch Bernard Llong Christophe Malfaz Patterson Taï Pepere Stéphane Téna Tixador Vidal Entraîneur : Pierre Zamora                                                          | Carpentras        | Cyril Baudouin Sébastien Bouche Michel Canovas Philippe Chiron Didier Couston Alain Étienne Charles Guidicelli Greg Keen Lucien de Macedo Mark Payer Dawn Rossel Entraîneur : Didier Ouali |
| Saint-Gaudens      | Christian Calvo Arnaud Dulac Stéphane Millet Claude Sirvent Entraîneur : Théo Anast | Cabestany         | Alonzo Laurent Garnier Jean-Philippe Pougeau |
| Lézignan           | Jérôme Alonso Fabien Devecchi Cyril Fito Jérôme Frayssinoux Christophe Grandjean Stéphane Manin Entraîneur : Dominique Espugna | Pamiers           | Baudoui Jean-Luc Ramandou |
| Villeneuve-sur-Lot | François Ballouhey Antoine Barbes Jérôme Bisson Régis Brioux | Carcassonne       | Jérôme Azéma Mickaël Barthe Bastouil Éric Bonnet Bousquet Costa Costes Alexandre Couttet Sylvain Crismanovitch Luc Eychenne David Gagliazzo Gambie Laffont David Marty Gaby Molinier Pascal Mons Sébastien Ormières Éric Rémirez David Sabatier Patrice Satgé Hervé Treutenaere Entraîneur : Max Théron                                                         |

## Trophées individuels
Les récompenses individuelles ont été attribué en mai 1995 par Treize Magazine.
| Meilleur joueur                 | Meilleur entraîneur       | Meilleur espoir            | Meilleur étranger  | Meilleur arbitre |
| ------------------------------- | ------------------------- | -------------------------- | ------------------ | ---------------- |
| Jean-Marc Garcia (Saint-Estève) | Didier Ouali (Carpentras) | Fabien Devecchi (Lézignan) | Paul Okesene (Pia) | Claude Alba      |